# Ryan Kesler
Ryan James Kesler (Livonia, 31 agosto 1984) è un hockeista su ghiaccio statunitense di ruolo centro. Gioca per gli Anaheim Ducks, squadra della National Hockey League.

## Carriera
Dalla stagione 2003-2004 fino al 2014 ha giocato per i Vancouver Canucks ricoprendo anche la funzione di capitano alternativo. Ha raggiunto la finale di Stanley Cup 2011, perdendo con i Boston Bruins, ma ha comunque vinto il Frank J. Selke Trophy come miglior attaccante del campionato.

## Palmarès

### Nazionale
- Giochi olimpici invernali:

Stati Uniti:  Salt Lake City 2002; Vancouver 2010